# Coronation Street
Coronation Street (en español: calle de la Coronación o calle Coronación), también conocida como Corrie, es una serie televisiva británica que se emitió por primera vez el 9 de diciembre de 1960 en la cadena Independent Television (ITV). El 17 de septiembre de 2010, se convirtió en la telenovela más antigua del mundo y fue incluida en los Guinness World Records.
La serie muestra la vida de una serie de habitantes en una calle llamada Coronation, ubicada en un suburbio ficticio llamado "Weatherfield”, que se encuentra en Salford, en el Gran Manchester (Inglaterra) Reino Unido. Por lo general la calle es apodada "Corrie" o "The Street".

## Historia
La serie sigue las vidas de los residentes de la calle Coronation, conformada predominantemente por gente de clase obrera. 

## Premios y nominaciones
Coronation Street es el segundo drama británico más ganador del Reino Unido, el primero es su rival el exitoso drama EastEnders.

## Localizaciones
- Weatherfield - ciudad principal, dentro de ella se encuentran el Town Centre, Oakhill, Weatherfield Quays, Newton and Ridley.Coronation Street

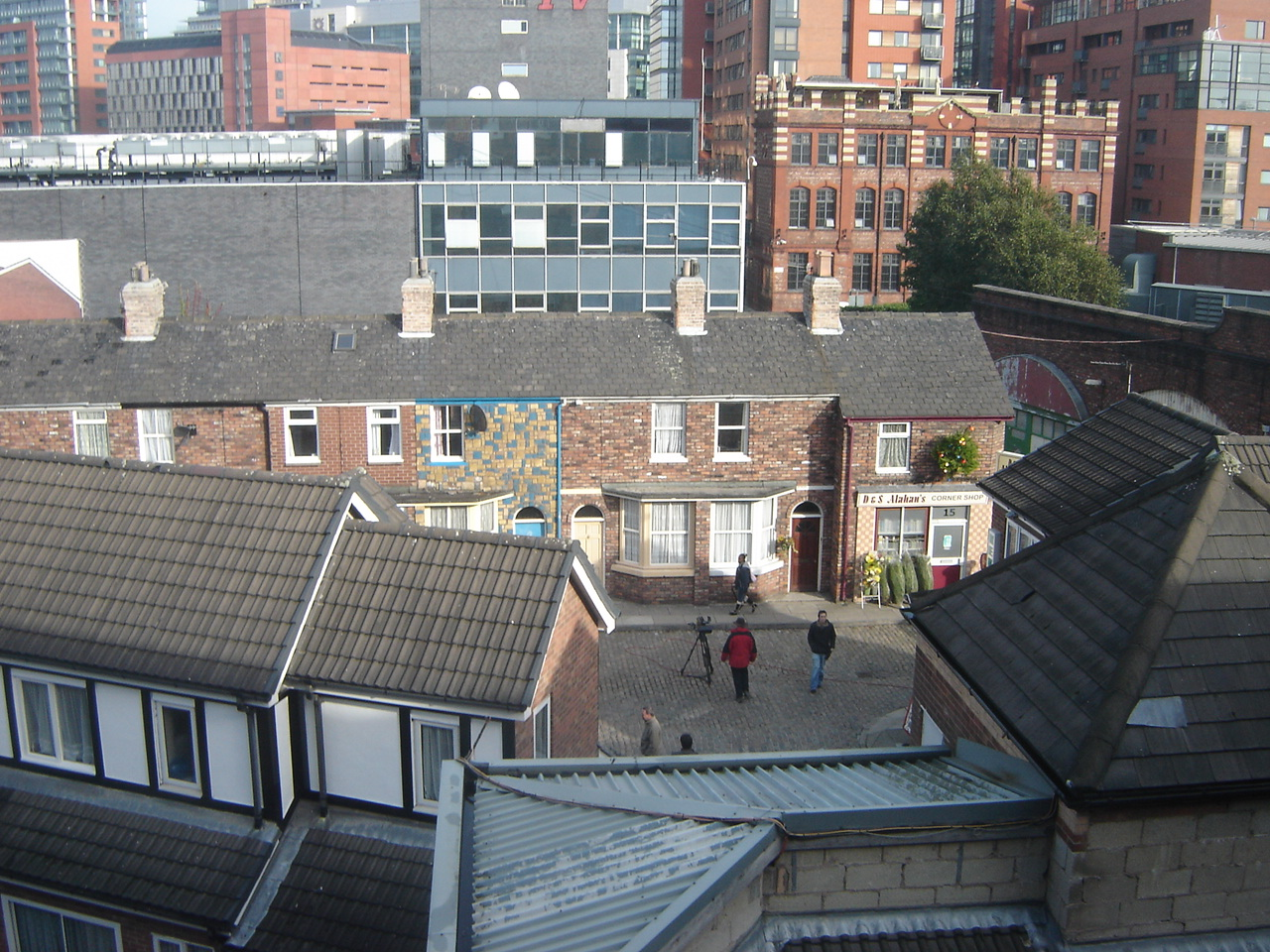
Coronation Street

- Newton and Ridley - ubicada en Weatherfield desde 1781, esta empresa adquiere y construye nuevas viviendas públicas dentro de Weatherfield. Algunas de sus construcciones han sido Rovers Rturn Inn, y las tabernas Flying House, Laughing Donkey, Queens, Weatherfield Arms y Farrier's Arms.
- Rovers Return Inn - un pub donde se vende cerveza, ocupa las calles Coronation Street y Rosamund Street. Desde el primer episodio ocupa una de los escenarios principales, ocurriendo varios de los momentos más memorables de la serie. Originalmente fue manejado por Newton y Ridley.
- Coronation Street - principal calle ubicada en la esquina de Weatherfield, donde viven varios de los personajes.
- Rosamund Street - calle donde se encuentran algunas de las viviendas de los personajes.
- Victoria Street - calle donde se encuentran algunas de las viviendas de los personajes.
- Victoria Court - calle donde se encuentran algunas de las viviendas de los personajes.
- Cable Street - calle donde se encuentran algunas de las viviendas de los personajes.

## Producción
Actualmente el productor ejecutivo es Kieran Roberts. 
Fuera del Reino Unido la serie se transmite en Canadá por medio de la cadena CBC, en  E.A.U. y en Nueva Zelanda por la cadena TV One.
Coronation Street está conformada por una fila de siete casas construidas a comienzos del siglo XX, al norte se encuentra el pub llamado "The Rovers Return Inn" y del otro lado una tienda. El lado meridional de la calle está conformada por una fábrica, dos tiendas, un garaje y tres casas, construidas al final de los años 1980.

## Tema principal y logo
La música de la serie está compuesta por una pieza de corneta acompañada por una banda de música más clarinetes y un contrabajo escrita por Eric Spear.
La identidad del trompetista no se dio a conocer hasta 1994 luego que el músico de jazz y periodista Ron Simmonds reveló que el trompetista era el músico de Surrey, Ronnie Hunt. Sin embargo, en el 2004 el Manchester Evening News publicó que un joven músico de Wilmslow llamado David Browning era el que tocaba la trompeta en la grabación original de 1960 y en la regrabación de 1964. Sin embargo, en junio del 2009 Browning dijo que Hunt había grabado el original, pero que creía que su regrabración había sido utilizada desde entonces. La ITV confirmó para el Mail que una segunda versión se había grabado en la década de 1970, pero que solo había sido utilizada durante un corto período de tiempo antes de regresar a la versión original de Hunt. Posteriormente en la década de 1980 la versión de Hunt fue convertida a estéreo. 
Una nueva versión completamente regrabrada de la canción sustituye la versión anterior que comenzó a aparecer el 31 de mayo de 2010. Esta nueva versión viene acompañada de un nuevo montaje al estilo de secuencia de créditos que muestra imágenes de Mánchester y Weatherfield.
| Número | Canción                                                                   | Compuesta  | Duración                |
| ------ | ------------------------------------------------------------------------- | ---------- | ----------------------- |
| 1      | Coronation Street (imágenes en blanco y negro de casas en Weatherfield)   | Eric Spear | 1960-1964               |
| 2      | Coronation Street (imágenes en blanco y negro de lugares en Weatherfield) | Eric Spear | 1964-1969               |
| 3      | Coronation Street (imágenes en color de Weatherfield)                     | Eric Spear | 1969-1975               |
| 4      | Coronation Street (imágenes en color de partes de Weatherfield)           | Eric Spear | 1975-1976               |
| 5      | Coronation Street (imágenes en color de Weatherfield)                     | Eric Spear | 1976-1982               |
| 6      | Coronation Street (imágenes en color de Weatherfield)                     | Eric Spear | 1982-1991               |
| 7      | Coronation Street (imágenes en color de lugares de Weatherfield)          | Eric Spear | 1991-1994               |
| 8      | Coronation Street (imágenes en color de Weatherfield)                     | Eric Spear | 1994-2000               |
| 9      | Coronation Street (imágenes en color de Weatherfield)                     | Eric Spear | 2000-2002               |
| 10     | Coronation Street (imágenes en color de lugares de Weatherfield)          | Eric Spear | 2002-2008               |
| 11     | Coronation Street (imágenes en color de paisajes de Weatherfield)         | Eric Spear | 2008                    |
| 12     | Coronation Street (imágenes de Weatherfield)                              | Eric Spear | 31 de mayo de 2010 - ¿? |
| 13     | Coronation Street (con imágenes de Mánchester y Weatherfield)             | Eric Spear | 2010- presente          |

### Especiales
| Número | Canción                                          | Compuesta  |
| ------ | ------------------------------------------------ | ---------- |
| 1      | 2000 Live Episode (en blanco y negro y en color) | Eric Spear |